# Carlos Alberto Mandarim-de-Lacerda
Carlos Alberto Mandarim-de-Lacerda é um médico brasileiro.
Foi eleito membro da Academia Nacional de Medicina em 2011, ocupando a Cadeira 82, que tem Antônio Dias de Barros como patrono.